# Station Ermeton-sur-Biert
Station Ermeton-sur-Biert was een spoorwegstation langs spoorlijn 136A (Ermeton-sur-Biert - Y Stave) en spoorlijn 150 (Tamines - Jemelle) in Ermeton-sur-Biert een deelgemeente van de Belgische gemeente Mettet.
0,0: Senzeille
5,0: Neuville-Nord ·
7,1: Philippeville ·
9,9: Jamagne ·
14,1: Hemptinne ·
14,1: Saint-Aubin ·
19,3: Florennes-Centraal ·
24,2: Stave ·
26,9: Biesmerée ·
29,5: Ermeton-sur-Biert
0,0: Tamines ·
2,7: Falisolle ·
5,6: Aisemont ·
10,5: Fosses-la-Ville ·
13,3: Bambois ·
17,4: Saint-Gérard ·
20,7: Mettet ·
24,3: Furneaux ·
25,3: Ermeton-sur-Biert ·
28,2: Maredret ·
29,8: Denée-Maredsous ·
31,3: Sosoye ·
32,8: Falaën ·
35,1: Haut-le-Wastia ·
37,4: Warnant ·
40,3: Anhée ·
41,4: Anhée-Jonction ·
Bouvignes-sur-Meuse ·
Dinant ·
Neffe ·
Anseremme ·
Walzin ·
Gendron-Celles ·
Château d'Ardenne ·
0,0: Houyet ·
3,7: Hour-Havenne ·
5,1: Wanlin ·
8,2: Vignée ·
11,1: Villers-sur-Lesse ·
15,3: Eprave ·
19,3: Rochefort ·
23,1: Jemelle